# Massenexplosion

ADR-Gefahrzettel 1.1 Stoffe und Gegenstände, die massenexplosionsfähig sind

H201GHS-System: Das gemeinsame Piktogramm 2.1/E Explosionsgefährlich und der H-Satz Explosiv, Gefahr der Massenexplosion

Bei einer Massenexplosion explodieren Explosivstoffe mit der gesamten Ladung nahezu gleichzeitig.

## Unterscheidungen und Abgrenzung
Sprengstoffe explodieren mit einer höheren als der Schallgeschwindigkeit im Medium (Detonation) und sind im Allgemeinen schwer zündfähig. 
Pyrotechnika mit niedrigerer Umsetzungsgeschwindigkeit (Deflagration beziehungsweise Abbrand) sind tendenziell nicht massenexplosionsfähig. Getrennte Ladungen setzen, falls eine die andere mitzündet, soweit nacheinander um, dass sich keine gemeinsame Druckwelle aufbaut. Diesen Unterschied bezeichnet der Begriff der Brisanz eines Explosivstoffes. Sind zu große Mengen gemeinsam verdämmt oder auch nur gelagert, kann es bei pyrotechnischen Mitteln und Gegenständen zu einer Massenexplosion kommen. 
Bei reinem Schwarzpulver liegt diese Grenze zur Massenexplosivität beispielsweise bei ca. 1 kg. Der Effekt entsteht, weil sich dieser explosive Stoff durch sein Eigengewicht verdämmt.
Eine Massenexplosion ist besonders sicherheitsrelevant, weil die kompakte Stoßwelle einer Massenexplosion eine starke Splitter- und Hitzewirkung hat. Nicht-massenexplodierende Ereignisse führen auch zu Splittern und Wurfstücken, bleiben aber kleinräumiger und führen tendenziell nur zu lokalen Bränden.

## Wirkungen
Eine Massenexplosion ähnelt einer Detonation: Bei einem Sprengmittel wird benachbarter Sprengstoff durch die Druckwelle selbst gezündet, und alle Drücke summieren sich. Der langsamere Abbrand bei pyrotechnischen Mitteln verteilt die Ladungen tendenziell, bevor diese zünden (schiebende Explosionswirkung). Bei Feuerwerkskörpern werden die pyrotechnischen Effekte weiträumig verstreut werden und zünden erst danach durch. Durch Verdämmen werden höhere Drücke aufgebaut. Lose gestreutes Schwarzpulver beispielsweise verbrennt nur ziemlich langsam. Daher fördert es die gemeinsame Umsetzung im einzelnen Gegenstand, andererseits verhindert es auch das Weiterzünden benachbarter explosiver Gegenstände. 
Massenexplosivität ist primär bei Lagerung und Transport von losen explosiven Stoffen, oder Gebinden von Munition oder Feuerwerksartikeln eine Thematik und bezieht sich meist auf ganze Kisten- und Paketstapel oder Containerinhalte (wobei der Container selbst als Verdämmung wirkt), bis hin zu ganzen Schiffsladungen, Bunker oder Produktionsstätten. Während Sprengstoff meist nur in Kombination mit einem sprengkräftigen Zünder explosionsfähig ist, reagieren Brennstoffe schon auf Hitze, Druck, Stoß oder chemische Instabilitäten. Letzteres gilt insbesondere in Mischungen mit anderen Chemikalien als besonders unberechenbar. Massenexplosiviät ist nicht nur eine Frage der chemisch-physikalischen Stoffeigenschaften, sondern insbesondere der konkreten Lager- und Transportlogistik.

## Klassifizierung der Gefährlichkeit
Massenexplosionsgefährlichkeit muss in jeweiligen Einzelversuchen ermittelt werden. Dafür wird eine gewisse Lagerung meist einem Brand, der häufigsten Unfallursache, ausgesetzt. Beurteilt wird inwieweit benachbarte Lagerungen angesteckt werden und welches Ausmaß die Explosion annimmt. Anzeichen für eine Massenexplosion ist beispielsweise ein Krater und das Verstreuen des Einschlussmaterials. Es sind auch Messungen der Druckstoßwirkung notwendig. Typischerweise werden Einzelpackstückprüfungen und Stapelprüfung vorgenommen, wobei man auch eine Nachweisplatte unterhalb der Testanordnung auf Beschädigungen prüfen kann (etwa Bleiplattenprobe). Daraus werden nachfolgend Richtlinien erarbeitet, welche Gegenstände wie verpackt und zusammengelagert werden müssen, um das Massenexplosionsrisiko zu minimieren oder auszuschalten. Beispielsweise können zusätzliche Umpackungen oder Luftabstände zwischen Gegenständen notwendig sein. Die Stoßwirkung der Druckwelle nimmt ungefähr mit dem Quadrat der Entfernung ab, so können schon geringe Abstände im Dezimeterbereich sich positiv auswirken.
Die Massenexplosionsfähigkeit einer Stoff-Packungs-Kombination ist ein entscheidendes Kriterium in der Klassierung von Gefahrstoffen und Gefahrgut. Im global harmonisierten System (GHS) (Kombination von CLP, ADR und ähnlichem) wird innerhalb der Gefahrenklasse E[xpl.] 1 (2.1) respektive Gefahrgutklasse 1 Explosionsgefährlich die Gefahrstufe 1 massenexplosionsfähig (H-Satz H201 Explosiv, Gefahr der Massenexplosion, Gefahrgutklasse 1.1 Stoffe und Gegenstände, die massenexplosionsfähig sind, ERI-Card Unterklasse 1-01) unterschieden. Nicht-massenexplosive Materialien und Lagerungen haben eine niedrigere Klassierung (H202 ff respektive 1.2 ff). Daneben gibt es die Gefahrstufe 5 (unempfindlich aber massenexplosiv: H-Satz H205 Gefahr der Massenexplosion bei Feuer, Gefahrgutklasse 1.5 Sehr unempfindliche massenexplosionsfähige Stoffe, ERI-Card 1-05 Sehr unempfindliche explosionsgefährliche Stoffe mit der Gefahr einer Massenexplosion). Ähnliche Einstufungen finden sich auch in Spezialsystemen, wie den NATO-Munitionsbrandklassen.
1.1 eingestuft sind beispielsweise Patronen für Waffen mit Sprengladung (Sprengmunition, UN-Nummer 0005, 0006), Sprengkapseln (nicht elektrisch UN 0029, elektrisch UN 0030) und sprengkräftige Zünder (UN 0106), Schwarzpulver (gekörnt oder in Mehlform UN 0027, gepresst oder als Pellets UN 0028), pyrotechnische Anzünder (Zündstäbe, UN 0121), Seenot-Signalkörper (UN 0194), aber auch Chemikalien wie Trinitrotoluen (TNT, < 30 % Feuchte) und Tritonal (beide UN 0390), oder Trinitrophenol (TNP, Pikrinsäure < 30 % Feuchte, UN 0154). 1.5 ist selten, beispielsweise bei Ammonit C (UN 0331 Sprengstoff, Typ B), wie es bei Lawinensprengungen verwendet wird. 